# 鳥海剛史
鳥海 剛史（とりうみ たけし）は、日本の作曲家、編曲家。東京都八王子市出身。

## 来歴
- 2006年、avex主催「a-motion’06 楽曲オーディション」最終選考10名に選出された[1]。
- 2010年、合同会社ViVES設立。代表取締役に就任。
- 2012年、第26回日本ゴールドディスク大賞アルバム・オブ・ザ・イヤー受賞。
- 2013年、株式会社ViVES設立。
- 2015年、作曲家としての活動に専念するため、個人事務所studio TORICK設立。
- 2015年、プライベートスタジオstudio TORICKの運営を始める。
- 2016年、制作ユニットBlowBackNotes結成。
- 2018年、安田みずほとキッズソングユニット「とむどるどるむ」結成。YouTube動画再生数累計5億回再生を達成する。

## 人物
幼少の頃よりクラシックピアノのレッスンを始め、15歳よりエレクトリックギターを始める。
独立後の作曲家デビュー作はV6初のDVDシングル『VIBES』。
自身の提供楽曲を含む、AKB48初のオリジナルアルバム『ここにいたこと』は130万枚のセールスを記録。
以降、アイドル、バンド、アニメソング、ゲーム音楽、CMソング、舞台、映画音楽まで幅広く制作に携わっている。
元JUDY&MARY恩田快人作品の編曲を多く手がける。
近年では作曲家トーリーとして、様々なテレビ番組に出演。
自身がオープニング楽曲を手がける帯番組「東京生テレビ」では杉浦太陽とも共演。
地元八王子市を代表する作曲家として地域イベントにも積極的に参加している。
Youtubeで5億再生を記録するキッズソングユニット「とむどるどるむ」のトーリーとしても活動中。

## 受賞
- 2011年
  - 第25回日本ゴールドディスク大賞 アルバムオブ・ザ・イヤー
- 2015年
  - 第25回日本ゴールドディスク大賞 トリプルプラチナ・ザ・イヤー

## 提供作品
AKB48
- 「High school days」 - 3rdアルバム『ここにいたこと』（2011年6月8日）収録曲 （作曲）
トリプル・プラチナ（日本レコード協会）
ミリオン認定（日本レコード協会）
AKB48公演 レッツゴー研究生公演曲
第26回日本ゴールドディスク大賞アルバム・オブ・ザ・イヤー受賞
- 「パナマ運河」(川栄李奈/松井玲奈/峯岸みなみ/渡辺美優紀) - 6thアルバム『ここがロドスだ、ここで跳べ!』（2015年1月21日）収録曲 （作曲）
トリプル・プラチナ（日本レコード協会）
ミリオン認定（日本レコード協会）

AAA
- 「Brand New World」 - 5thアルバム『HEARTFUL』（2010年2月17日）収録曲 （作曲）

V6
- 「Image Of "VIBES"」 - DVDシングル「VIBES」（2008年7月30日）収録 （作曲/編曲）
- 「overture」 - LiveDVD『V6 LIVE TOUR 2008 VIBES』（2009年1月7日）収録　（作曲/編曲）

超特急
- 「S.B.F Rave Track」LiveDVD『BULLET TRAIN ARENA TOUR 2018 Sweetest Battlefield』（2019年1月8日）収録　（作曲/編曲）

アイドリング!!!
- 「baby blue」（『奇跡体験!アンビリバボー』EDテーマ曲）（2009年4月29日）（作曲）

氣志團
- 「好きにならずにいられない」 - 6thアルバム『木更津グラフィティ』（2010年9月15日）収録 （編曲/プログラミング）

奥井雅美
- 「JOY」 - 17thアルバム『SYMBOLIC BRIDE』（2015年6月10日）収録（編曲）

ろん
- 「そばかす」 - 2ndアルバム『ろんかば－J-POP ZOO－』（2015年8月26日）収録（編曲）

RINA/桜井莉菜
- 「Gray Zone」 　全世界同時デビューシングル（2010年9月8日） （作曲/編曲）
- 「想-sou-」 　全世界同時デビューシングル『Gray Zone』収録曲（2010年12月22日） （作曲/編曲）

三森すずこ
- 「Shall we dance?」 - 3rdアルバム『Toyful Basket』収録曲（2016年9月7日）（編曲/キーボード）

Kanako.s
- 「明日へ」TBSラジオ環境キャンペーン(7/11〜7/17)新テーマソング（2016年7月11日）（編曲/ピアノ）
- 「Diary」 Kanako.s Collection 2013-2015 （2016年3月16日）（編曲/ピアノ）

鋼兵
- 「世界が終るまでは…」 - 『FIRE SPIRIT（ファイヤー・スピリット）』（2010年9月22日）収録 （編曲）

VITCH VITCH
- 「Brave In Your Heart～愛のチカラ～」 （2011年11月23日）収録 （作曲/編曲）

Nゼロ（元AKBN 0）
- 「あなたに Lovin'you」 （2012年5月2日）収録 （作曲/編曲）

吉沢明歩
- 「大人の片想い。」 （2015年2月18日）（作曲）

アイドルの穴〜日テレジェニックを探せ!〜
- 「日テレジェニック2013候補生のうた」（編曲）

アイドル☆リーグ!
- 「マシュマロハート」（編曲）　「麹町南大会議室」収録　（2014年2月26日）

S☆KIP
- 「Shining Grace」（2012年5月23日）収録 （作曲/編曲）
- 「輝くスター★」（2012年5月23日）収録 （作曲/編曲）
- 「THRILL」（2013年7月3日）収録 （作曲/編曲）
- 「pleasure world」（2013年7月3日）収録 （作曲/編曲）

ONE
- 「Hold on me」（2014年6月4日）収録 （作曲/編曲）
- 「We are the ONE」（2015年6月17日）収録 （作曲/編曲）

TOKYO23’Girls
- 「Tokyo☆Revolution」（2016年5月25日）収録 （作曲/編曲）

安田みずほ
- 「I'm rooting for you」（作曲/編曲）
- 「とっておきの朝焼け」（作曲/編曲）
- 「Jewel in my heart」（作曲/編曲）
- 「Soleil d'Or」（作曲/編曲）
- 「挑常」（作曲/編曲）
- 「to U」（編曲）
- 「悠待ノ花」（作曲/編曲）
- 「片思いクロール」（編曲）

ロコドル大作戦チームつなぎ女子
- 「アイドル街道」（ピアノ演奏）

小熊あやめ
- 「HEART GATE3 」（作曲/編曲）
- 「Aming onion story」（作曲/編曲）
- 「世界共通酒飲み歌」（作曲/編曲）
- 「illuminate」（作曲/編曲）
- 「おつかれサンバ」（作曲/編曲）
- 「キミシダイのハナウラナイ」（作曲/編曲）

8princess
- 「Overture 2」（作曲/編曲）
- 「Break My Destiny」（作曲/編曲）
- 「Force of Destiny」（作曲/編曲）
- 「夏色Sunshine Flower」（作詞/作曲/編曲）
- 「デカパンカツ体操」（作詞/作曲/編曲）
- 「StarSeeds」（作曲/編曲）

中村繪里子
- 「eternal Sign」　ミニアルバム「ら♡ら☆ら♪なかむランド〜Love♡Laugh☆Live♪〜」（2012年10月26日）収録（作曲/編曲）
- 「花」　アルバム「GO!GO!LIVE! ら♥ら★ら♪なかむランド〜Love♥Laugh★Live♪〜」（2013年4月19日）収録（作曲/編曲）
- 「道」　アルバム「Fan Fun Live ら♥ら★ら♪なかむランド〜Love♥Laugh★Live♪〜」（2014年9月20日）収録（作曲/編曲）
- 「ヒカリ咲く」　アルバム「Thank You LIVE ら♥ら★ら♪なかむランド〜Love♥Laugh★Live♪〜」（2015年10月17日）収録（作曲/編曲）
- 「無敵の絆」　アルバム「Thank You LIVE ら♥ら★ら♪なかむランド〜Love♥Laugh★Live♪〜」（2015年10月17日）収録（作曲/編曲）

洲崎西(洲崎綾・西明日香)
- 「Happy New World」　アルバム「8DREAMS〜SEASIDE LIVE FES 2014〜」（2014年12月3日）収録（作曲/編曲）
- 「Double Rainbow」　アルバム「10FLAVORS～SEASIDE LIVE FES 2015〜」（2015年12月4日）収録（作曲/編曲）
- 「幸せの居場所」　アルバム「SEASIDE LIVE FES 2017～RAINBOW～」（2017年11月8日）収録（作曲/編曲）

BELOVED MEMORIES(田丸篤志・内田雄馬)
- 「君を愛せる時」　アルバム「10FLAVORS～SEASIDE LIVE FES 2015〜」（2015年12月4日）収録（作曲/編曲）
- 「XIZUNA」　アルバム「10FLAVORS～SEASIDE LIVE FES 2015〜」（2015年12月4日）収録（作曲/編曲）
- 「Thank You For Being You」（SEASIDE LIVE FES 2015テーマソング）　アルバム「10FLAVORS～SEASIDE LIVE FES 2015〜」（2015年12月4日）収録（作曲/編曲）
- 「4eyes×For愛s」アルバム「MUSIC HOURS～SEASIDE LIVE FES 2016〜」（2016年11月5日）収録（作曲/編曲）
- 「Heavenly Tears」アルバム「MUSIC HOURS～SEASIDE LIVE FES 2016〜」（2016年11月5日）収録（作曲/編曲）

あどりぶ(巽悠衣子・大橋彩香)
- 「Bright My Wonderland」　アルバム「8DREAMS〜SEASIDE LIVE FES 2014〜」（2014年12月3日）収録（作詞/作曲/編曲）
- 「シグナル」　アルバム「MUSIC HOURS～SEASIDE LIVE FES 2016〜」（2016年11月5日）収録（作曲/編曲）
- 「刻印の花びら」　アルバム「SEASIDE LIVE FES 2017～RAINBOW～」（2017年11月8日）収録（作曲/編曲）

内田さんと浅倉さん（内田彩・浅倉杏美）
- 「Brave the World」　アルバム「8DREAMS〜SEASIDE LIVE FES 2014〜」（2014年12月3日）収録（作曲/編曲）
- 「TSUBASA」　アルバム「8DREAMS〜SEASIDE LIVE FES 2014〜」（2014年12月3日）収録（作詞/作曲/編曲）
- 「Party Night☆Dynamite! 」　アルバム「MUSIC HOURS～SEASIDE LIVE FES 2016〜」（2016年11月5日）収録（作曲/編曲）

ごぶごぶちゃん☆(中村繪里子・田村睦心)
- 「ORION」　アルバム「8DREAMS〜SEASIDE LIVE FES 2014〜」（2014年12月3日）収録（作曲/編曲）

春佳・彩花のSSちゃんねる(照井春佳・諏訪彩花)
- 「Real Dream」　アルバム「MUSIC HOURS～SEASIDE LIVE FES 2016〜」（2016年11月5日）収録（作曲/編曲）
- 「片思いプロローグ 」　アルバム「MUSIC HOURS～SEASIDE LIVE FES 2016〜」（2016年11月5日）収録（作曲/編曲）

フレッシュたかまつ(高田憂希・松田颯水)
- 「虹色クレヨン」　アルバム「SEASIDE LIVE FES 2017～RAINBOW～」（2017年11月8日）収録（作曲/編曲）

## アニメ・ゲーム音楽・キャラソン
マクロスΔ
劇場版マクロスΔ 絶対LIVE!!!!!! ボーカルソング集　3rdアルバム　Walkure Reborn!
- 「キキワケナイ!」（2021年10月13日）(作曲/編曲)

ゲキドル
- 「時の翼 Chrono Geizer」（2021年2月17日）(作曲/編曲)BlowbackNotes名義

守野せりあ（赤尾ひかる）、各務あいり（持田千妃来）、中村繭璃（佐藤亜美菜）、浅葱晃（山本希望）、藤田愛美（髙野麻美）、山本和春（秋吉あや）による後期オープニングテーマ
- 「ダンデライオンガール」（2021年1月8日）(編曲/ピアノ)BlowbackNotes名義

守野せりあ（赤尾ひかる）
ひぐらしのなく頃に業
- 「オレンジ色の風」（2021年2月11日）19話 挿入歌(作曲/編曲/ピアノ)

歌:古手梨花(CV：田村ゆかり)北条沙都子(CV：かないみか)
ご注文はうさぎですか?
- 「わくわく魔法のチカラ」（2020年9月19日）バラードソングアルバム Blend of letters収録 （作曲）

歌:ココア（CV：佐倉綾音）
ダンジョンに出会いを求めるのは間違っているだろうか
- 「続く軌跡」（2018年11月28日）パチスロ ダンジョンに出会いを求めるのは間違っているだろうか収録 （作曲）

歌:ヘスティア（CV：水瀬いのり）
あんさんぶるスターズ!
- 「今宵月の館にて」（2018年11月28日）収録 （作曲）

歌:Valkyrie：斎宮 宗（CV：高橋広樹）、影片みか（CV：大須賀 純）
駆け魂隊starring伊藤かな恵&早見沙織
- 「Good Night Song ～同じ空の下で～」 - 『Greetings from special agents Elysia de Lute Ima and Haqua d'rot Herminium』収録曲（2011年9月21日）（作曲）

今井麻美
- 「Faraway 〜最後の夢〜」 - 2ndアルバム『Aroma of happiness』収録曲 ハンゲームPLANET FRONTIA テーマソング（2011年11月30日）（作曲/編曲）
- 「SPARKLE -in the snow-」 DVD『今井麻美のSinger Song Gamer Super Bonus Stage』ボーナストラック （2010年12月24日）（編曲/ギター）
- 「ねこねこ音頭|紅任侠道」 - TBSアニメ『にゃんこい!』挿入歌 「ねこねこ音頭」収録曲（2009年11月18日）（作曲/編曲/ギター）
- 「夏色Sunshine flower」 - 「向日葵の教会と長い夏休み -extra vacation-」エンディングテーマ （2013年12月27日）（編曲/ピアノ）

戸松遥
- 「わがままKitty」 - TBSアニメ『にゃんこい!』（DVD Vol：6 桐島琴音・朱莉のキャラクターソング（2010年6月16日）（編曲）

観崎 美唯（清水愛）
- 「トキメキ☆限界☆注意報 （or恋愛☆修行中）」 - 『あまつみそらに!』（2010年6月30日）（作曲/編曲）

HARUKI
- 「BELOVED」 - （『ROBOTICS;NOTES』OPテーマ曲  咆筺のメシア収録曲）（2013年3月13日）収録 （作曲/編曲）
- 「雪の華」 - 咆筺のメシア収録曲（2013年3月13日）収録 （編曲）

Zwei
- 「風の旋律」　PSP　Memories Off ゆびきりの記憶　　オープニング曲（2011年6月22日）収録 （作曲）

榊原ゆい
- 「Cross the Rainbow」 - Webラジオ『にゃんこい!ラジオ!常高陸上部!』テーマソング「にゃんだふる!」カップリング曲（2009年10月21日）（作曲）

いとうかなこ
- 「悠久ノ空咲ク花」 - 「PSP・PS3ゲーム『花咲くまにまに』オープニングテーマ」オープニングテーマ（2013年11月27日）（作曲）

いとうかなこ×Zwei
- 「Brave the Sky」 - 「Xbox 360ゲーム『バレットソウル -インフィニットバースト-』」オープニングテーマ（2014年4月24日）（作曲）

アフィリア・サーガ
- 糸 - *超次元ゲイム ネプテューヌエンディングテーマ（編曲/ピアノ）

TWO-FORMULA
- 「蒼風のニルヴァーナ」 - TVアニメ「 ISUCA -イスカ- 」エンディングテーマ「 Somebody to love 」収録（2015年1月28日）（編曲/ピアノ）

めがみめぐり　キャラソン
- 「ファイファイ ハイテンション! 」（2016年12月21日）収録 （作曲/編曲）

歌:ツクモ(CV:伊藤彩沙)、アマテラスオオミカミ(CV:尾崎由香)、アメノウズメ(CV:佐々木未来)、ソトオリヒメ(CV:大塚紗英)、ククリヒメ(CV:今村彩夏)、コノハナサクヤヒメ(CV:鈴木愛奈)、トヨタマヒメ(CV:上田麗奈)、イシコリドメ(CV:大亀あすか)、アメノサグメ(CV:千菅春香)
- 「夢の中まで届くように」（2017年4月19日）収録 （作曲/編曲）

歌:トヨタマヒメ(CV:上田麗奈)
- 「ふわふわウキウキ」（2017年8月23日）収録 （作曲/編曲）

歌:ククリヒメ(CV：今村彩夏)
トリプルモンスターズ　キャラソン
- 「犯した過ちからのPHASE」（2018年3月28日）収録 （作曲/編曲）

歌:ヴァイオレットチャーム(CV:千菅春香・CV:佐々木未来・CV:吉岡茉祐)
- 「ワクワクが止まらないw」（2018年3月28日）収録 （作曲/編曲）

歌:ピンクスプラウト(CV:尾崎由香・CV:遠野ひかる・CV:西本りみ)
ウルトラ怪獣擬人化計画　キャラソン
- 「ガッツが此処にある限り」（2018年6月6日）収録 （作曲/編曲）

歌:ガッツ星人(CV:松田利冴 / CV:松田颯水)

## 舞台音楽　コンサート音楽実績
AKB48
- [春の単独コンサート～ジキソー未だ修行中！]～さいたまスーパーアリーナ ダンストラック（作曲/編曲）
- [AKB48グループリクエストアワー セットリストベスト100 2019]  ダンストラック（作曲/編曲）

HKT48
- [2014全国ツアー～全国統一終わっとらんけん～] ダンストラック（作曲/編曲）

乃木坂46
- [2014 真夏の全国ツアー] ダンストラック（作曲/編曲）
- [2015 3rd YEAR BIRTHDAY LIVE] ダンストラック（作曲/編曲）
- [真夏の全国ツアー2017 FINAL! IN TOKYO DOME]　ダンストラック（作曲/編曲）

KAT-TUN
- KAT-TUN Break the Records 東京ドーム10days・京セラドーム大阪3days　ダンストラック（作曲/編曲）

Hey! Say! JUMP
- Hey!Say!JUMP TENGOKU DOME　何が起こるかわからない!? 東京ドーム　ダンストラック（作曲/編曲/ギター）

Kis-My-Ft2
- 単独コンサートツアー　「Kis-My-Ftに010 逢えるde Show」　6都市・11公演　　（2010年3月30日 - 5月5日）BGM（作曲/編曲）

赤西仁
- 「YELLOW GOLD TOUR 3010 赤西仁 全米ツアー 凱旋コンサート 3011」　　BGM（2011年1月14‐16日）(作曲/編曲)

滝沢秀明
- 「滝沢歌舞伎」　BGM（2010年4月4日-5月8日、日生劇場）（作曲/編曲）

タッキー&翼
- 「タッキー&翼 CONCERT TOUR 2010 "滝翼祭"」　東京ドーム公演他(2012年10月10日 - 11月7日)ダンストラック（作曲/編曲）

近藤真彦主演
- DREAM BOY 帝国劇場　(2015年06月18日)ダンストラック（作曲/編曲）

帝国劇場ジャニーズワールド
- 「JOHNNY'S WORLD（ジャニーズワールド）」　帝国劇場(2012年11月10日から12月30日)　舞台音楽（作曲/編曲）

ジャニーズジュニア
- 「SHOWbiz 2025」DVD (2025年07月18日)　ダンストラック（作曲/編曲）

Snowman
- 佐久間大介 ダンストラック（作曲/編曲）

超特急
- 「Bullet Train 5th Anniversary Tour 2017 Super Trans NIPPON Express」オープニング楽曲プロデュース（2017年11月15日）収録 （作曲/編曲）
- 「BULLET TRAIN ARENA TOUR 2018 SPRING『Sweetest Battle Field』」ダンストラック（2018年）（作曲/編曲）

鬼切姫外伝-承前-  下北沢タウンホール　（2014年2月）舞台音楽全曲作曲
地上600メートルの足元　（2016年6月） 舞台音楽全曲作曲
セントラル歌劇団2016年　舞台音楽担当
なかざわゆうき「ひとりがかり」2019年 BGM全般作曲

## CM
南クリニック　2011年度CMソング　(編曲)
寒川神社　2014年度CMソング　(作曲/編曲/ギター/ピアノ)
エムール　2014年度CMソング　(作詞/作曲/編曲)
東京消防庁　2021年度CMソング 松井玲奈出演 (作詞/作曲/編曲/ギター)
東京国税庁　2023年度CMソング E-tax 花団(作曲/編曲)

## テレビ出演
- 逸品刑事不定期出演中
- マチデカ不定期出演中
- 東京生テレビ
- 板金娘不定期出演中
- 八王子人図鑑
- ぶらり途中下車の旅
- 出没!アド街ック天国
- はなまるマーケット
- グッド!モーニング
- 今、この顔がスゴい!
- 知っとこ!
- モヤモヤさまぁ〜ず2
- Nスタ
- ノンストップ!

## パチスロ
SNKプレイモア　2009-2010　SONGS BEST SELECTION(SNKプレイモア)
- 「Shooting star☆」 　　（2010年8月6日）（作曲/編曲）

SANKYO 夢夢ワールドDXII
- 「Crush ice candy pop」 　　（2011年9月）（作曲）

北電子 「ダンジョンに出会いを求めるのは間違っているだろうか 」
- 「続く軌跡」 　　（2018年11月）（作曲）

歌 ヘスティア（CV：水瀬いのり）

## サポート
8princess　八王子オリンパスホール　ライブサポート
花団　2018年　♀フェス(コーラスとして)
花団　2020年　振替プレミア配信ライブ(ピアニストとして)
小熊あやめ　サポート出演（Gt&Pf）
花団　2021年6月11日　ZEPP DIVERCITY【団子祭〜22 周年だよ全員集合〜】　(ピアニストとして)

## その他
- ココス　ハッピーバースデーソング製作
- サンリオキラキラメロディタクト サウンド製作
- マーベラスエンターテイメント　PSP　勇者30SECOND BGM作曲
- サバイバルゲームフィールド「JJ Battle spot」フィールド音楽を担当
- サバイバルゲームフィールド「AIRSOFT ZONE DELTA」フィールド音楽を担当
- ジュピターテレコム東京生テレビ　オープニング楽曲作曲